# Kaufmannsmuseum (Świdnica)

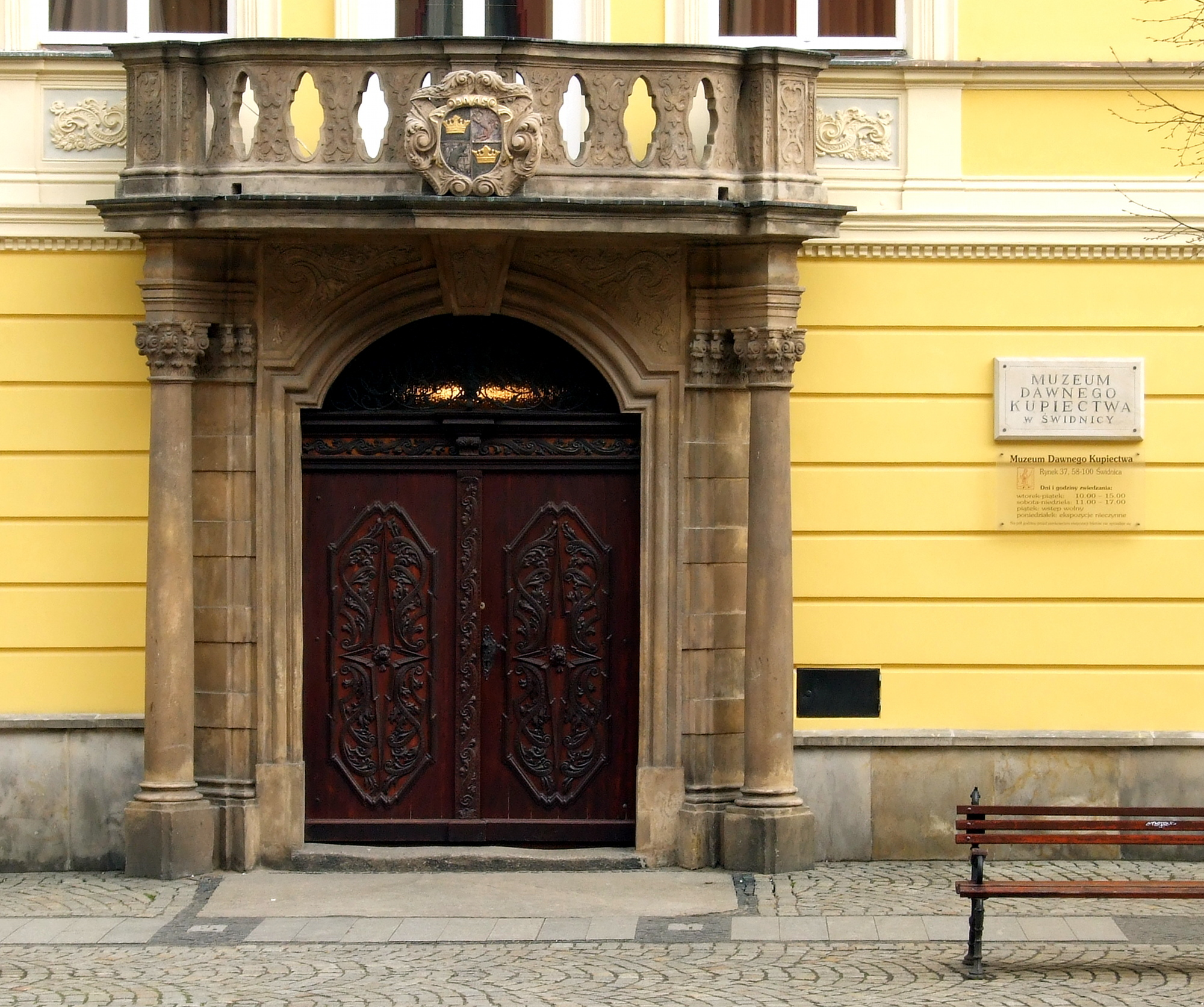
Eingang

Museum der Geschichte des Kaufmannswesens in Świdnica (poln. Muzeum Dawnego Kupiectwa w Świdnicy) befindet sich in Świdnica (Schweidnitz) am Marktplatz (poln. Rynek) 37. 
Das Museum ist im Jahre 1966 entstanden. 1967 wurden erste Ausstellungsstücke in den Räumen des Rathauses von Świdnica gezeigt. Die Ausstellung ist den kaufmännischen Traditionen von Świdnica gewidmet. Die Sammlung entstand dank der Hilfe anderer niederschlesischer Museen. 
Das Museum besteht aus vier Abteilungen: 
- Das alte Kaufmannswesen
- Die alten Maße und Gewichte
- Die Geschichte von Świdnica
- Die Abteilung für Wissenschaft und Bildungswesen

Die Abteilung für das Kaufmannswesen zeigt alte Waagen, Kassen, Firmenschilder, Verpackungen aus Glas, Keramik und Blech für Tabak und Tee, sowie komplette Gaststätten, Kolonialladen und Apotheken.
Die Abteilung für alte Maße und Gewichte zeigt alte Gewichtsstücke, Maßwerkzeuge, Messschieber, Maßkannen und Werkzeuge zur Eichung von Messgeräten. Zu den ältesten Exponaten zählen die Waage von I.C. Simon aus Breslau aus dem 18. Jahrhundert sowie das einzige erhaltene Exemplar der Waage mit Parallelführung der Schalen mittels sich kreuzender Achsen von der Fa. Johann Rademacher in Berlin.
Die Geschichte von Schweidnitz wird im spätgotischen Saal der Ratsherren unter einem Kreuzgewölbe mit Fresken (um 1538) gezeigt. Ein Modell aus dem 17. Jahrhundert zeigt die damalige Stadt mit Befestigungen, Toren und Basteien. Im Nebenraum befinden sich die Abgüsse der Grabplatten der Gründer des Herzogtums Schweidnitz: Bolko I. von Schweidnitz-Jauer und seines Enkels Bolko II. des Kleinen.
Die Abteilung für Wissenschaft und Bildungswesen beschäftigt sich mit der Veranstaltung von Schülerbesuchen, zeitweiligen Ausstellungen und Medienkontakten.
Vor dem Museumsgebäude befindet sich das Denkmal von Maria Cunitz.